# Феррик, Мелисса
Мелисса Феррик (англ. Melissa Ferrick; 21 сентября 1970 года, Ипсуич) — американская автор-исполнитель песен.

## Биография
Мелисса Феррик родилась 21 сентября 1970 года в городе Ипсуич (Массачусетс). Её отец был школьным учителем и организатором нескольких маленьких любительских фри-джаз групп. Ещё ребенком Мелисса часто играла своему отцу, с 5 лет начал брать уроки скрипки, а затем фортепиано. Окончила Музыкальный колледж Беркли и Консерваторию Новой Англии.
Известность получила в 1991 году, выступив на празогреве у Моррисси. После подписала контракт с компанией Atlantic Records, которая в 1993 выпустила её первый альбом.

## Дискография
- 1993 — Massive Blur
- 1995 — Willing to Wait
- 1996 — Made of Honor
- 1997 — Melissa Ferrick +1 (live)
- 1998 — Everything I Need
- 2000 — Freedom
- 2001 — Skinnier, Faster, Live at the B.P.C. (live)
- 2001 — Valentine Heartache
- 2002 — Listen Hard
- 2003 — 70 People at 7000 Feet (live)
- 2004 — The Other Side
- 2006 — In the Eyes of Strangers
- 2006 — Decade (video)
- 2007 — Live at Union Hall (live)
- 2008 — Goodbye Youth
- 2010 — Enough About Me
- 2011 — Still Right Here